# Pannonium
Das Pannonium (auch Pannonien oder verkürzt zu Pannon) ist eine regionale chronostratigraphische Stufe des Miozän (Neogen) im zentralen Paratethys-Bereich. Sie wird heute mit der internationalen chronostratigraphischen Stufe des Tortonium korreliert. Damit ist es in etwa in den Zeitraum von 11,608 (± 0,005) Millionen bis 7,246 (± 0,005) Millionen Jahre zu stellen. In der zentralen Paratethys folgt auf die regionale Stufe des Pannonium die regionale Stufe des Pontium; sie liegt auf dem Sarmatium.

## Namensgebung und Stratotyp
Das Pannon wurde nach regionaltypischen Sediment-Schichten von Pannonien (Pannonische bzw. Ungarische Tiefebene) benannt. Der Name wurde von Karl Roth von Telegd 1879 in die wissenschaftliche Literatur eingeführt. Der Stratotyp (= Typprofil) liegt in der Nähe von Vösendorf (Niederösterreich).

## Definition
Die Ober- und Untergrenzen werden heute mit den Ober- und Untergrenzen der internationalen Stufe des Tortonium korreliert. 

## Untergliederung
Offiziell wird das Pannonium in die Unterstufen 
- Serbium (oberes Pannonium) (Stevanovic 1955)
- Slavonium (unteres Pannonium) (Andrusov 1923)

unterteilt.

## Tektonische Situation zur Zeit des Pannonium

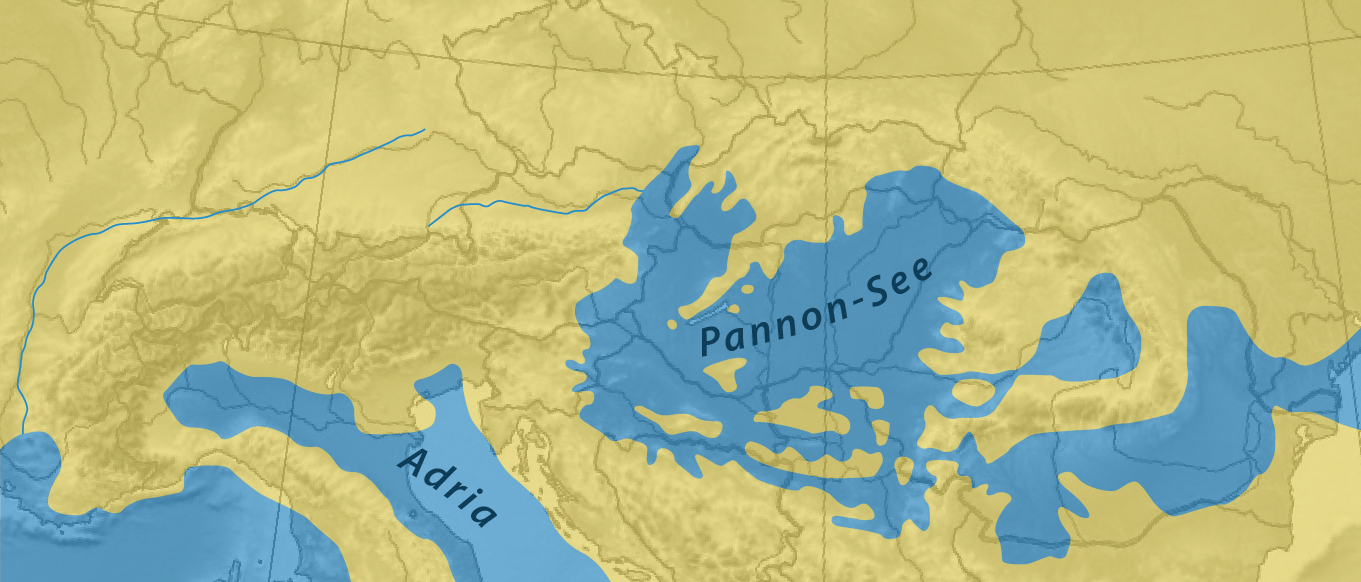
Karte des Pannon-Sees vor 11,5 Mio. Jahren.

In dieser Zeit ging die alpidische Gebirgsbildung langsam zu Ende, in deren Verlauf sich die Paratethys vom Wiener Becken über die Pannonische Tiefebene bis zum Schwarzen Meer hin langsam zurückzog und verlandete. Es herrschte (vor den quartären Eiszeiten) noch ein warmes Klima. Der Rest dieses seit dem Auseinanderbrechen des Superkontinents Pangaea in der Kreidezeit bestehenden Meeresarms in Mitteleuropa als Brack- bis Süßwassersee wird auch Pannonischer See oder Lake Pannon genannt (vor rund 10–5 Mio. Jahren, Pannonium/Maeotium bis Dacium). Im tektonischen Senkungsbereich zwischen Alpen und Karpaten haben sich in ihm bis zu 1500 m mächtige Sedimente (Wiener Tegel, Sande und Schotter) abgesetzt.

## Sedimentation
Die Pannon-Sedimente wurden als oberste der bis 8 km mächtigen miozänen Schichten aus restlichen Meeresflächen abgelagert, als Mittel- und Osteuropa nach der Aufschiebung und -faltung von Alpen und Karpaten endgültig verlandeten. Gleichzeitig sanken weite Gebiete um einige mm/Jahr ab – also um etwa 1000 Meter pro Jahrmillion.
Eine markante Stufe ist das Pannon deshalb auch in anderen tertiären Sedimentbecken (Wiener Becken, östliche Steiermark, Molassezone im Alpenvorland bis zum Schweizer Mittelland). Die Leitfossilien im damaligen Brackwasser einiger Becken sind Muscheln (Congeria und Limnocardium) und Süßwasserschnecken. Sie finden sich in verschiedenen Regionen bis Nordeuropa und Nahost; von ihnen treten z. B. die Melanopsidae auch rezent (in der Gegenwart) auf. In Deutschland sind Ablagerungen des Pannon nur in Bayern (vor allem Niederbayern und am Rand der Alb) sowie in der Niederrheinischen Bucht zu finden.

## Wirtschaftliche Bedeutung der pannonischen Ablagerungen
Wirtschaftlich bedeutend ist das Pannon vor allem durch
- die Tonmergel des mittleren Pannon als Rohstoff für die Ziegelindustrie (z. B. Wienerberger), und
- Erdöl und Erdgas-Vorkommen, die sich allerdings auch in tieferen Schichten des Miozän finden. Für Ungarn und Nachbarregionen sind ferner
- harte Gesteine des pannonischen Basaltvulkanismus wichtig.